# Мой друг Сенфуан
«Мой друг Сенфуан» — французский кинофильм с Луи де Фюнесом 1949 года.

## Сюжет
В свадебном путешествии в Италию Гийома и Эжени сопровождает их друг Сенфуан, который раздражает Эжени своими шутками. Сменив его за рулём, Гийом вынужден обращаться за помощью к их спутнице Иоланде. Ревнивая Эжени просит Сенфуана обольстить Иоланду. Так две счастливые пары едут в одной машине на фоне итальянских пейзажей.

## Актёры
- Луи де Фюнес — гид
- Софи Демарет — Эжени де Пюишармуа, жена Гийома
- Пьер Бланшар — Сенфуан
- Жаклин Порель — Иоланда
- Дениз Грей — мать Эжени
- Альфред Адам — Гийом де Пюишармуа, муж Эжени
- Жан Эбей — кабатчик
- Анри Шаррет — отец Машен
- Эжен Фруен — Крестьянин
- Альбер Мишель
- Николя Амато — доктор